# Petru Cimpoeșu
Petru Cimpoeșu (* 20. ledna 1952, Vaslui, rumunská Moldávie) je rumunský postmodernistický spisovatel.

## Život
Petru Cimpoeșu se narodil v rumunské Moldávii v rodině krejčího. V letech 1971–1976 byl posluchačem bukurešťské Vysoké školy báňské, oboru těžby ropy a zemního plynu a získal titul inženýr. Prošel řadou zaměstnání a roku 1983 vydal prvotinu Vzpomínky z venkova. V současnosti (2010) pracuje jako vedoucí odboru pro kulturu, náboženství a kulturní dědictví župy Bacău.
Za své knihy získal několik ocenění od Unie rumunských spisovatelů.

## Dílo
- Amintiri din provincie (1983, Vzpomínky z venkova), kniha črt a povídek ze všedního života s prvky fantastiky a absurdity,
- Firesc (1985, Přirozeně), román odehrávající se v těžařské kolonii na naftových polích někde v Moldávii, kde ubíjející jednotvárnost života dovede hlavní hrdinku až k sebevraždě.
- Erou fără voie (1994, Hrdinou proti své vůli), román o relativnosti pravdy líčí marnou snahu hlavního hrdiny, který přežil těžký úraz na železnici, vypátrat, jak k tomuto neštěstí skutečně došlo (jednotlivé zjištěné verze si totiž dokonce protiřečí).
- Un regat pentru o muscă (1995)
- Povestea Marelui Brigand (2000, Příběh o velkém lupiči), posmodernistický román plný mytologických a alchymistických motivů, který vypráví o mladíkovi, jehož život je groteskní parodií života Ježíše Krista (je nacházen opakovaně mrtvý a po pohřbu vždy třetí den jeho tělo zmizí).
- Simion liftnicul, roman cu îngeri și moldoveni (2001, Simion Výtažník, román o andělích a Moldavanech), román, ve kterém autor na obyvatelích jednoho panekového domu v Bacău vylíčil s humornou nadsázkou přechod rumunské společnosti od komunistické diktatury k demokracii.
- Christina Domestica și Vânătorii de suflete (2006, Christina Domestica a lovci duší), postmodernistické dílo spojující v sobě prvky sci-fi, špionážního románu a politické satiry (obsahuje například fiktivní deník Nicolaea Ceaușesca)
- Nouă proze vechi (2008).

## Česká vydání
- Simion Výtažník, Dybbuk, Praha 2006, přeložil Jiří Našinec, ISBN 80-86862-20-8. V roce 2007 se tato stala Knihou roku v literární soutěži Magnesia Litera.
- Christina Domestica a lovci duší, Havran, Praha 2008, přeložil Jiří Našinec, ISBN 978-80-86515-86-1